# Lynne Frostick
Lynne Elizabeth Frostick (2 de fevereiro de 1949) é uma geógrafa britânica. É atualmente professora de geografia física da Universidade de Hull.
Foi educada na Dartford Grammar School for Girls, e estudou na Universidade de Leicester (BSc em  geologia, 1970), e obteve um PhD em 1975 na Universidade da Ânglia Oriental, com a tese "Sediment Studies in the Deben Estuary, Suffolk, England". Seus interesses em pesquisa incluem sedimentação e dinâmica do fluxo em rios e estuários e problemas de interdisciplinaridade associados a resíduos. As instalações de modelagem física que ela desenvolveu no aquário "The Deep" é parte do projeto HYDRALAB UE. Suas atividades extra-universidade incluem um assento no conselho editorial do The Geographical Journal. Em 2008 tornou-se presidente da Sociedade Geológica de Londres e dirigente da Sociedade Britânica de Geomorfologia. Frostick publicou mais de cem artigos e livros, abrangendo física, matemática e engenharia. Em 2009 recebeu o prêmio Women of Outstanding Achievement.